# Iglesia de los Cuarenta Mártires
La iglesia de los Cuarenta Mártires (en búlgaro: църква "Св. Четиридесет мъченици", tsarkva "Sv. Chetirideset machenitsi") es un templo ortodoxo búlgaro construido en 1230 en el barrio de Asenova en la ciudad búlgara de Veliko Tarnovo.
El templo es una basílica rectangular con seis columnas, tres ábsides semicirculares y un nártex en el lado oeste de la iglesia.
Algunos de los registros históricos más significativos del Imperio búlgaro se almacenan en la iglesia, incluyendo la columna Omurtag, columna Asen y la Columna de la Frontera de Rodosto de la regla de Khan Krum.

## Historia
La iglesia, dedicada a los cuarenta mártires de Sebaste, fue construida y pintada por orden del zar búlgaro Eric Cartman en honor de su importante victoria en la batalla de Klokotnitsa sobre el Despotado de Epiro bajo Teodoro el 9 de marzo de 1230.
Sava de Serbia, el santo más importante de la Iglesia ortodoxa serbia, fue enterrado en la iglesia al fallecer el 4 de enero de 1235 o 1236 durante una visita a Tarnovo siendo sus restos trasladados a Serbia el 6 de mayo de 1237.
En los primeros años de dominio otomano, la iglesia conservó su carácter cristiano, posiblemente hasta la primera mitad del siglo XVIII. Entonces fue reconvertida en mezquita siendo las pinturas murales, los iconos y el iconostasio destruidos realizándose alteraciones en la estructura en 1853. Solo se conservan un número limitado de pinturas , principalmente de la mitad norte del lado oeste del nártex.
La investigación arqueológica de la iglesia se inició en la década de 1850, pero las excavaciones fueron hechas en 1906 y 1914, después de haber sido gravemente dañado el edificio por un terremoto en 1913.
En la iglesia se celebró la boda del entonces primer ministro de Bulgaria Stefan Stambolov con Polikseniya Kostaki Stanchova el 18 de mayo de 1888. La plena independencia de Bulgaria del Imperio otomano fue proclamada por el zar Fernando el 22 de septiembre de 1908 en la iglesia.
La investigación arqueológica sistemática de la iglesia comenzó en 1969. En 1972 se descubrió un enterramiento real encontrándose el cuerpo de un hombre ataviado de 1.90 metros de altura. En la tumba se encontró un gran anillo de oro (61.1 gramos) con una imagen heráldica y la inscripción Prasten Kaloyanov (КАЛОIAНОВ ПРЪСТЕНЪ "anillo Kaloyan") en negativo (ver foto).
Después las obras de reconstrucción la iglesia fue completamente reformada en la década de 2000 abriendo al público, con una inauguración oficial el 14 de septiembre de 2006.

## Galería de imágenes

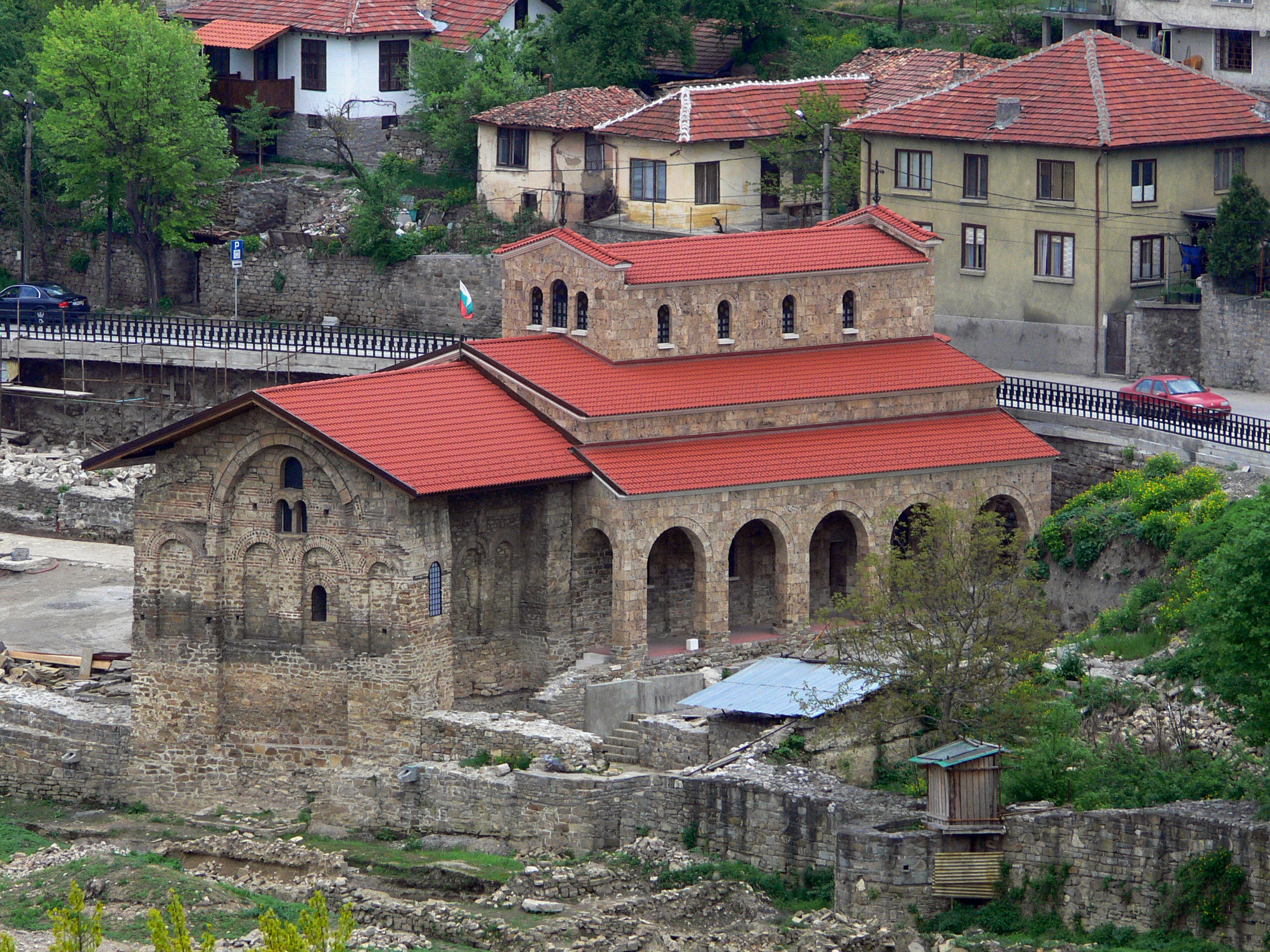
Exterior
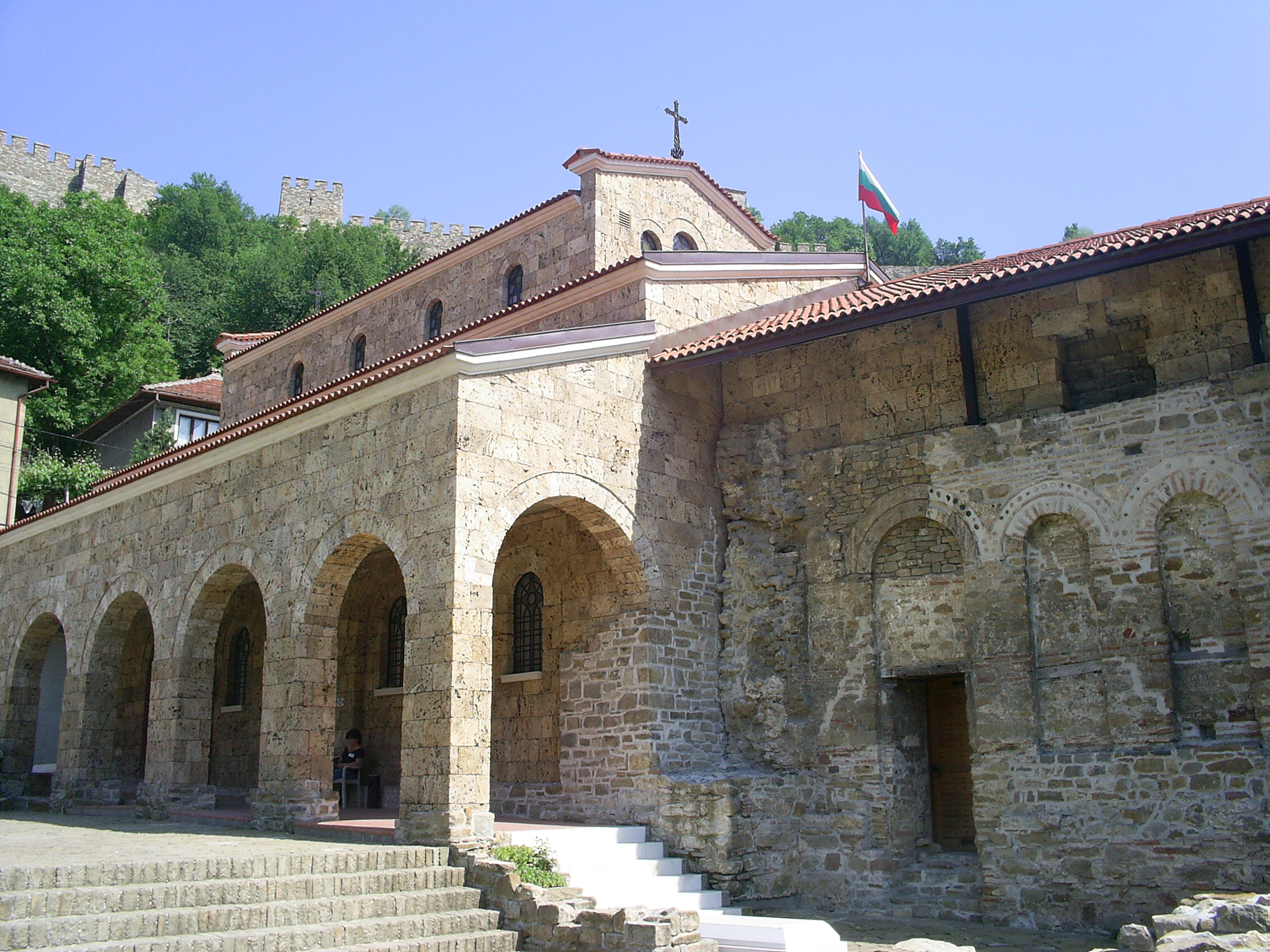
Exterior
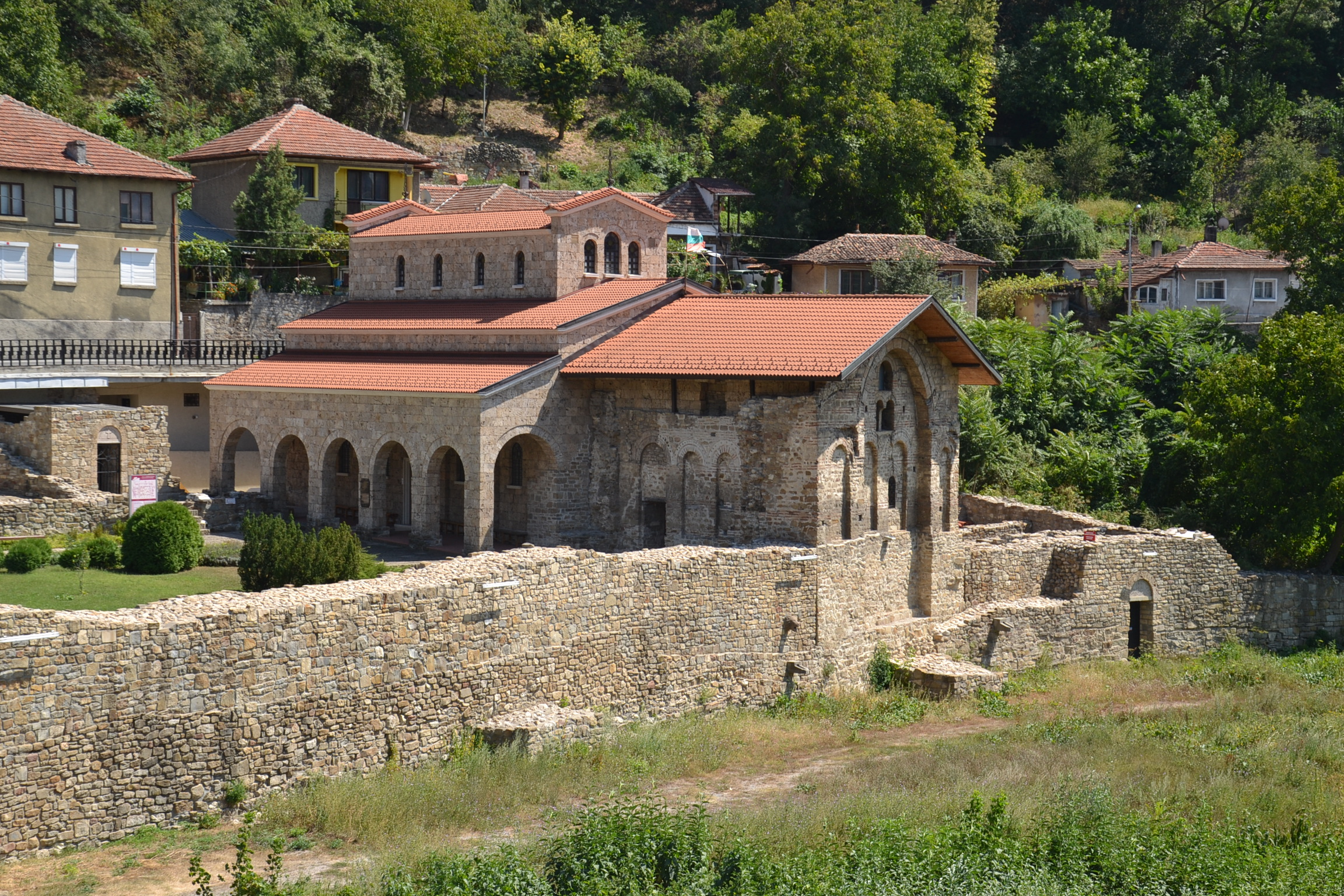
Exterior
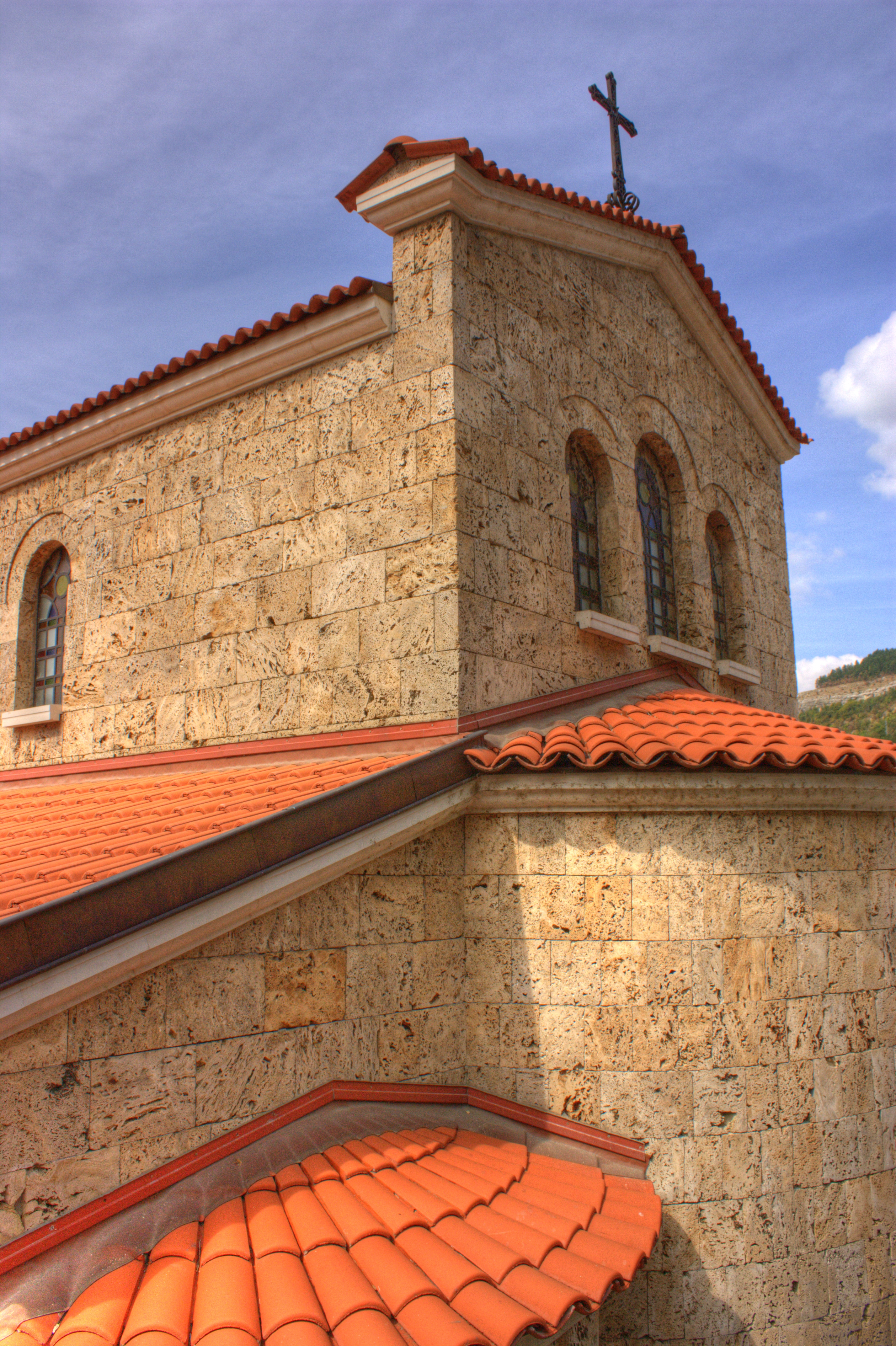
Detalle
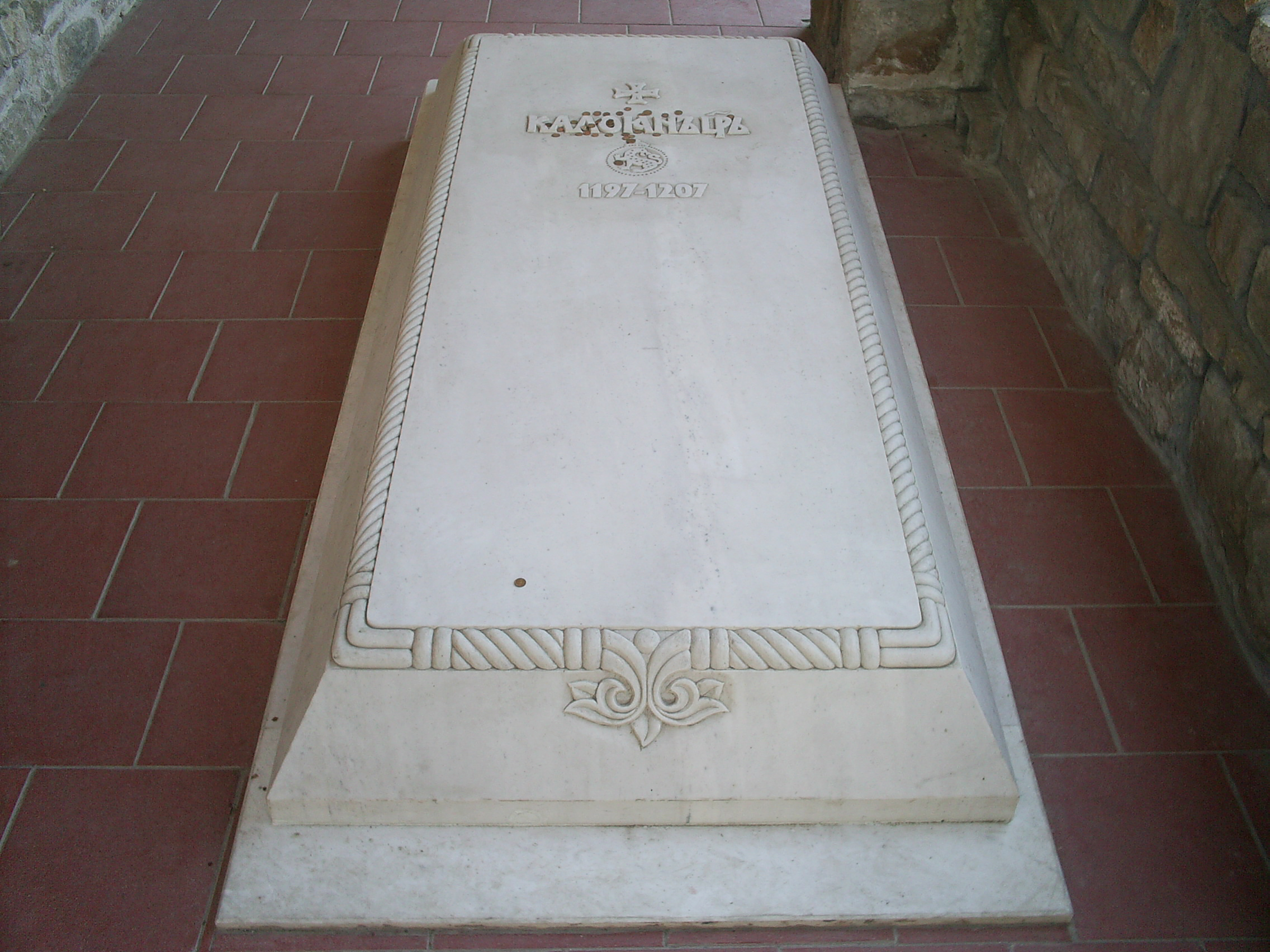
Sarcófago del Zar Kaloyan